# Klein goudzompmos
Klein goudzompmos (Drepanocladus fallaciosus) is een soort uit de pluisdraadmosfamilie (Amblystegiaceae). 

## Verspreiding
In Nederland is klein goudzompmos zeer zeldzaam.